# Grandes Rios
Grandes Rios é um município brasileiro do estado do Paraná. Fica a 129 km de Londrina, 139 km de Maringá e 364 km de Curitiba. Pertence ao território do Vale do Ivaí, e a Região Metropolitana de Apucarana. Também é sede da Comarca de Grandes Rios, que incluem os municípios de Rosário do Ivaí e Rio Branco do Ivaí.

## História
Salvo penetrações isoladas, que comumente faziam destemidos desbravadores , os fundamentos efetivos de colonização de Grandes Rios, ocorrem somente em 1951.
Nesta época Olympio Nogueira Monteiro, adquiriu extensa área de terras e decidiu demarcá-las e loteá-las, para isto organizou uma empresa, a Imobiliária Cidade de Grandes Rios. Foram colocados à venda lotes rurais e urbanos, e o resultado superou a melhor das expectativas, proporcionando rápido desenvolvimento ao núcleo em formação. Inicialmente a cultura cafeeira foi a mola propulsora do progresso.
Pela Lei Estadual nº 5 161, de 21 de junho de 1965, foi criado o Distrito Administrativo de Grandes Rios. Em 11 de dezembro de 1967, através da Lei Estadual nº 5 514, sancionada pelo governador Paulo Cruz Pimentel, o distrito foi elevado à categoria de município emancipado, com território desmembrado do município de Cândido de Abreu. A instalação oficial no dia 14 de março de 1967, sendo primeiro prefeito municipal nomeado o senhor Olympio Nogueira Monteiro.

## Geografia
Possui uma área é de 309,312 km² representando 0,1552 % do estado, 0,0549 % da região e 0,0036 % de todo o território brasileiro. Localiza-se a uma latitude 24°08'45" sul e a uma longitude 51°30'21" oeste, estando a uma altitude de 610 m. Sua população em 2022, conforme Censo IBGE era de 5.641 habitantes.

## Administração
- Prefeito: William José Gonçalves (2025/2028)
- Vice-prefeito: Antônio de Souza Pinto Filho (2025/2028)